# جیمی باتلر (بازیکن بسکتبال)
جیمی باتلر (به انگلیسی: Jimmy Butler) (زادهٔ ۱۲ سپتامبر ۱۹۸۹) بازیکن حرفه‌ای بسکتبال آمریکایی و عضو تیم گلدن استیت وریرز در اتحادیهٔ ملی بسکتبال (ان‌بی‌ای) می‌باشد.